# Левківські
Левківські або Левковські (пол. Lewkowscy, рос. Левковские), а також їх предки Велавські, потім Валевські-Левковські (пол. Walewski-Lewkowski, рос. Велавские або Валевские) — старовинний дворянський рід бояр овруцьких, а пізніше зем'ян і шляхти.

## Походження
При Семені Олельковичу, Велавські за якийсь «виступ» були позбавлені всіх своїх маєтків; але це не повернуло їх у первісний стан. По смерті свого гонителя, вони за допомогою овруцьких старожилів виводять своє шляхетство, отримують назад маєтності і продовжують далі іменуватися зем'янами. Про це свідчить близько 1509 року овруцький пан Немира Грицкевич, що князь Семен, на його [Доротича] діда Давида і на його батька Павла і на дядьків його «розъгневався, и отнявъ въ нихъ дедизну и отчизну ихъ» — Валавськ (Єльський район). З останньої чверті XV століття «властной отчизной землёй» Велавських-Левковських залишилися лише сусідні землі на Овруччині — Смольчанська (Левковська і Верповська-Булгаковська), Ловдиковська (Гаєвська), а недалеко с. Скородного — острів Литовський, за які вони безпосередньо служать київському князю або воєводі: «Земяне наши Киевского повету» Левковські разом «зъ братею своею» «во всякихъ речахъ и справахъ своихъ перед судомъ земскимъ албо кгродскимъ киевскимъ справовати се мають, а перед судомъ имъ не належнымъ, яко перед урядомъ замъку Овруцкого и нигде инде не повинни становитися».
Родовим гніздом Левківських було село Левковичі на території Овруцького староства, яке, як вотчинну Смольчанську землю, овруцький зем'янин Булгак Белавський (Велавський), підтвердив в 1486 році у короля Казимира. Достовірно невідомо, чи існувало село Левковичі до появи бояр Велавських, хоча за результатами роботи Овруцької археологічної експедиції 1996—2009 рр. — Верпа, Кобилин, Левковичі, Можари, Гаєвичі і відносяться до поселень давньоруського періоду (Х—XIII століття), але повноцінні археологічні розкопки там не проводились, на відміну від сусіднього села Збраньки, де виявлена стоянка періоду палеоліту. Перша письмова згадка, власне, про саме село Левковичі відноситься до 1525 року, коли мова йде про молодших синів Булгака, очевидно, вже небіжчиків: «на которои земли два браты седели на имя Нестер а Яшута у Левковичохъ».
В описі Овруцького замку від 1552 року, згадується «городня» зем'ян Левківських, «подданных господарскихъ Ширковичъ, Доротичъ а Гаевичъ», за словами ж В. Антоновича, починаючи з 1548 року окремими гілками роду Валевських-Левківських були Верповські і Гаєвські. В актах Литовської Метрики зустрічається ще більш рання згадка про Гаєвичів: від 1510 — «…жаловали намъ тыи бояре Вруцкого повета вилавскии Малко а Андреи Доротичи, а Сенютичи, а Нестер Геивич…» і від 1524 року: «…земълю пустовъскую путъную во Въруцъкомъ повете Вольненицъкую а дворыщо пустое ж в месте нашомъ Вручцъкомъ Зенъковъское, ино к той земъли близскии ся выискали на имя Геевичы а Ложчычы». Прізвище Валевські (Валевські-Левковські) є похідним від топонімічного прізвиська Велавські і не має ніякого відношення до польського роду Валевських..
Левківські з гербом Труби (пол. Trąby) були внесені в гербовники Адама Бонецького, Северина Уруського, під літерою «Л» в VI частину багатотомної Родовідної книги дворян Волинської губернії і її друкований варіант Список дворян Волинської губернії. Але, з рукописів В. Руліковського відомо, що Левківські до затвердження в російському дворянстві використовували герб Немиричів, Клямри: «Валевські-Левковські герба Клямри. Рід невідомий нашим геральдикам, я бачив підпис і печатку Шимона Валевского-Левковського — войського Житомирського, коморника, генерала воєводства Київського 1721 року. Вавржінець Валевський-Левковський — намісник гродський і земський Київський 1735 року».

### Інші версії
На думку деяких дослідників Левківські походять від Булгаків Белавських (вроджених Велавських), яких слід ідентифікувати, як нащадків Булгака, який отримав від київського князя Володимира Ольгердовича свою отчину. Дане твердження носить гіпотетичний характер, спираючись лише на слова польського геральдика С. Дзядулевича про те, що «прізвисько вказує на їх походження від якогось Булгака (ім'я татарське)», та що це «шляхта загродова в повіті Овруцькому, якої предком був татарин Булгак, син Давида, осілий на Волині біля року 1480-го. Напевно він вже прийняв хрест, тому що його родина виступає в першій половині XVI століття, як християнська». За словами Н. Яковенко, мав місце привілей їх предку Булгакові від Володимира Ольгердовича не пізніше 1394—1395 років, на який посилаються в 1574 році овруцькі бояри Павло і Семен Болгаковські. Але, історик Кулаковський, який займався дослідженням даного привілею, не говорить тут про жодного Булгака, а лише про деякі помилки переписувачів, в тому числі зі змісту цього документа очевидна і помилка писаря Євтіка Висоцького в заголовку цієї грамоти, де замість «Володимера Киевского» слід читати «Александра Володимеровича Киевского». Отчиною і «дідізною» предків Левківських до середини XV століття був маєток Валавськ (Єльський район) в басейні річки Словечної на території Овруцького князівства.  
У світлі тієї ж гіпотези про походження Левківських від Булгаків автори даних концепцій вважають, що служивих татар у Великому князівстві Литовському джерела фіксують з кінця XIV століття, хоча, як справедливо зауважив М. Грушевський, поселення татар мало розпочатися ще за часів правління Ольгерда Гедиміновича, а Вітовт тільки продовжив і розвинув цей процес. Саме литовські служиві татари в наступні століття становили частину ополчення литовських земель. Павло Клепатський стверджував, що татари просочувалися в середовище київського боярства двома шляхами: за допомогою добровільного виходу з Орди заради господарської служби або ж шляхом полону. Булгаки, нібито служили військову службу господарю (спочатку київським Ольгердовичам), за що і були обдаровані отчинами. Але можна було потрапити в число місцевих бояр і в інший спосіб — на службі тлумача. Київська земля, завдяки своєму сусідству з Ордою, мала завжди велику потребу в толмачах для зносин з татарами. Толмачі необхідні були в Києві — при воєводі, в Каневі та Черкасах — при старості. За свою службу вони отримували іноді відому винагороду грошима — з мита та інших джерел, а найчастіше — землями. Таким чином, до складу київського боярства потрапили, наприклад, Солтановичі (Альбеєвичі), Берендеї, Малікбаші і інші. Є також новітні дослідження, коли татари переходили в підданство ВКЛ (середина XV століття), як подарунок кримського хана (історія, так званих, «Семенових людей»). Ці дослідники сходяться на тому, що Булгаки належали до групи добровільних «оседленцов» тюркського походження в київській землі на правах боярських, в яку входили Аксаки (Норинськ), Болсуновські (Болсунов, Чорногубівська і Чеголаєвская земля) і Виговські — нібито, нащадки князя Богдана Глинського, Коркошко-Долмати (Губаревський ґрунт — Піщаниця, Корчівка від 1478), Бутовичі придомку Брусиловичів, Ленковичі — нащадки татарського тлумача Берендея (Вишеньки), Солтани Шишкіни-Ставецькі (Велавськ, з 1494), Ущапи (Ущаповичі, Кончаківська земля), Круки (Кубилин, острів Круковський, Закусили), Терпиловські придомку Кантемир, Кокоричі (Глєбов), Кобизевичі придомка Ходика, Яголдаєвичі (по жіночій лінії), Товлуєвичі і Кодишевичі (Мозирський повіт), Половці, Малікбаші, Кунцевичі, Байбузи.
На противагу цим версіям, дослідник генеалогії шляхти Іван Левковський висунув гіпотезу про походження Левківських від волинських бояр Немир Резановичів, згідно якої нібито існувала тотожність не тільки Немирі — родоначальника Невмержицьких з луцьким старостою Немирою Резановичем, а ця тотожність нібито стосувалась і Ларіона Велавського — предка Левківських з рідним братом Немирі Резановича, членом ради і маршалком князя Свидригайла, маршалком Волинської землі — Козарином (Іваном) Резановичем. Іншими словами Ларіон Велавський і Козарин Резанович — це була нібито одна особа. Також подібну думку висловлював ще П. Клепатський, що цей Ларіон, очевидно, отримав своє прізвисько від маєтку Велавськ, і поступово дроблячись між родичами, Велавск в половині XVI століття належав вже кільком власникам, вихідцям з Волині: Солтану та Богдану Стецьковичам, їх племінникам Гринковичам і „брату“ Солтана і Богдана, Матвію Угриновському.
Проте, пізніше Іван Левковський прийшов до висновку, що предки Левківських та деяких інших родів овруцької шляхти були все-таки тюркськими васалами київських князів, починаючи з домонгольської доби (торки), пізніше асимілювавшись серед місцевого руського боярства.

## Відомі представники
- Ларивон Велавський— родоначальник шляхетських родів Велавських, Покалевських і Редчиців (Турчинів);
- Давид Велавський — родоначальник шляхетських родів Велавських, Валевських-Левківських, Гаєвських-Невмержицьких, Булгаковських-Верповських, Гаєвських-Ловдиківських, Доротичів-Павловичів (Малкевич-Ходаковських, Малевичів);
- Булгак Велавський — одержувач грамот київського воєводи Мартіна Гаштольда (1474) та короля Казимира у Троках (1486);
- Лев (Лев, Левко) — боярин овруцький, згадується у 1474 році, «отчич» с. Левковичі Овруцького району;
- Сидор Левкович — один із одержувачів грамоти короля Сигізмунда I у Кракові (1530);
- Павло Левковський — клірик з Ковеля (1572);
- Гридко Нелєпович Левкович — один з отримувачів грамоти короля Генріха III Валуа в Кракові (1574);
- Олешко Устимович Левковський — один із отримувачів грамот короля Стефана Баторія (1578) та короля Сигізмунда III (1592) у Варшаві;
- Томило, Федір та Клим (Зіневич) Нелиповичі Левковські — отримувачі грамоти короля Сигізмунда III у Варшаві (1592);
- Еразм Левковський — жовнір роти Яна Тарновського (1599);
- Мартін Гридкович Левковський — учасник судового процесу проти князя Стефана Владиславовича Збаразького та його дружини Катерини Сулимянки (1600-1609);
- Яцек (Яцько) Левковський — генерал возний воєводства Київського (зг. 1602-1614);
- Іоанн Левковський — шляхетний громадянин рівненський (1609);
- Якуб Левковський — підстароста овруцький (1611);
- Войцех Левковський — ротмістр його королівської милості у Брацлавському воєводстві (1617);
- Міхал Левковський — возний гродський овруцький (1628);
- Купріян (Супреян) Левковський у 1632 році в числі 30-ти київських шляхтичів підписався під «Актом Київського Братства, даним Київопечерському архімандриту Петру Могилі з викладенням умов, на яких послідувало поєднання лаврської Могилянської школи з братської Богоявлення;
- Ян Левковський — віцесгерент міський львівський (1666);
- Криштоф-Станіслав Левковський — намісник бельський (1666);
- Матеуш Левковський — поручник військ коронних (1668);
- Теодор Левковський — підстароста овруцький (1682), намісник овруцький (1683);
- Данило Левковський — регент гродський овруцький (1696), скарбник овруцький (1710), підстолій інфлянський (1712);
- Симон Андрійович Валевський-Левківський — чашник смоленський (1712), войський житомирський і коморник (1716), регент гродський київський (1717), уповноважений для захисту інтересів Київського воєводства на Радомський і Люблінський трибунал (1720), комісар від Київського 1725), войський овруцький (1735);
- Ян Валевський-Левківський — намісник і віцерегент гродський київський (1721);
- Лаврентій (Вавржинець) Валевський-Левківський — намісник київського підвоєводства (1735);
- Стефан Левковський-Валевський — бурграф і віцесгерент міський городельський (1749);
- Антоній Левковський — скарбник овруцький (1750);
- Ігнатій Левковський — скарбник овруцький (1750, 1758);
- Василь Левковський — скарбник мстиславльський (пом. 1762);
- Дмитро Левковський (1759-1821) — популярний поет, чернець-базиліанець, автор пісенних творів духовного характеру;
- Іван Андрійович Валевський-Левківський (1750-1812), підскарбій саноцький;
- Йосип Йосипович Левковський (1820—1881), служив у роті палацових гренадерів, походив із дворян села Лещинці (Погребищенський район);
- Йосип Онуфрійович Левковський (1833 р. н.) — штабс-капітан, кавалер ордена святого Станіслава 3-го ступеня з мечами та бантом, учасник Кримської війни та захисник Севастополя;
- Лев Йосипович Левковський, син Йосипа Онуфрійовича — штабс-капітан 2-го Східно-Сибірського саперного батальйону, нагороджений орденом Св. Анни 4-го ступеня з написом «за хоробрість», в 1910 році Лев Йосипович — капітан 15-го саперного батальйону (місто Варшава), загинув у першу світову війну (1916);
- Костянтин Ігнатович Левковський (1819 р. н.) служив ротним командиром у чині капітана на посаді офіцера-вихователя в Нижегородській графа Аракчеєва військової гімназії в 1852—1866 роках, дослужився до полковника і похований на Виборзькому римсько-католицькому цвинтарі (м. Санкт-Петербург) 16 лютого 1895 року;
- Левківський Василь Ігнатович (1814—1875, Коростишів) — з 1845 року — засідатель Палати кримінального суду Київської губернії, губернський секретар, з 1848 року — колезький секретар, з 1850 року — титулярний радник, з 1854 року;
- Левківський Йосип Васильович (1832—1891) — київський купець 2-ї гільдії, дворянин, онук по матері купця М. Доморацького, разом із братом Костянтином володіли відомою садибою у Києві (вул. Верхній Вал, 16, 16-а, 16/4) );
- Левковський Олександр Йосипович (1862 - ?) — київський купець 2-ї гільдії, дворянин, закінчив Київське реальне училище, 1890 року був обраний торговим депутатом, член патронату Опікунства імператриці Марії Олександрівни про сліпих, володів двоповерховим кам'яним будинком;
- Казимир Людвігович Левковський (1878 р. н.) в 1898 році закінчив Костянтинівське артилерійське училище в Петербурзі і направлений офіцером в артилерію, штабс-капітан 30-ї артилерійської бригади (місто Мінськ), в 20-х роках заарештований Бутирської в'язниці, за обміном політв'язнями між Польщею та СРСР у міжвоєнний період був обміняний на польського комуніста за списком «Б» № 8 та відправлений до Польщі;
- Левковський Альбрехт Людвігович (1867 р. н.), рідний брат Казимира, ще раніше, в 1889 році закінчив те ж військове училище в Петербурзі (тоді називалося 2-е Костянтинівське училище) і направлений офіцером у піхоту, вийшов у відставку в чині підполковника, Білосток;
- Левковський Віталій Альбрехтович, син Альбрехта Людвіговича, народився в 1900 році, в Добровольчій армії, учасник 1-го Кубанського ("Крижаного походу"), нагороджений Знаком 1-го Кубанського (Крижаного) походу, у ЗСПР та Російській Армії Криму, підпоручник л.-гв. Єгерського полку, галліполієць, 1921 виключений з полкового об'єднання і кадру полку, восени 1925 у складі Корнілівського полку в Болгарії, в еміграції там же, служив в Російському Корпусі, після 1945 - в США, помер 11-12 грудня 1962 Нью-Йорку, похований на цвинтарі монастиря Нове Дівєєво, штат Нью-Йорк, США;
- Вітольд Людвігович Левковський (1875 р. н.), ще один брат Казимира та Альбрехта — випускник Московського піхотного юнкерського училища, 1910 року, він уже — штабс-капітан 141-го піхотного Можайського полку (місто Орел) 1-ї бригади 36-ї піхотної дивізії, за радянських часів — викладач танкової школи імені Фрунзе, житель міста Орел, репресований (арешт: 1930 р. вирок: 3 роки заслання на Урал);
- Левковська П. В еміграції в Німеччині, на 6 лютого 1921 року член Союзу російських студентів;
- Левковський Віктор Терентійович. Прапорщик (підпоручник, поручник). У Добровольчій армії та ЗСПР у 9-й роті 1-го Офіцерського (Марківського) полку. Поранений 14 вересня 1918 року та 2 жовтня 1918 року під Армавіром.
- Левковський Сергій Олександрович, народився 14 жовтня 1898 року у Києві. Київську гімназію закінчив у 1916 році, Київський університет (не закінчив) у 1918 році. В еміграції у Франції, 1922 року в Марселі;
- Левківський Федір. Полковник, 1918 року в гетьманській армії; з 10 вересня 1918 молодший помічник командира 48-го, з 18 вересня 1918 - перейменованого 36-го Полтавського піхотного полку;
- Микола Валевський-Левківський, поручник 237-го Грайворонського піхотного полку, 5 березня 1917 року командувачем 5-ї армії за відзнаки у справах проти ворога нагороджений орденом св. Анни 4-го ступеня з написом „за хоробрість“;
- Федір Валевський-Левківський, з 1 травня 1917 року переведений у прапорщики зі старшинством із зарахуванням по армійській піхоті з юнкерів Володимирського військового училища;
- Левківський Аристарх Михайлович (14.04.1865, с. Василівка Бузулуцького повіту Самарської губернії — 09.03.1922, Саратов), психіатр, доктор медицини, статський радник, професор Саратовського університету, з духовного звання, закінчив Самарську духовну з 1902 по 1903 рік знаходився у клініках Франції, Бельгії, Німеччини, Австро-Угорщини, з 1913 року – професор кафедри нервових та душевних хвороб Імператорського Миколаївського університету в Саратові, у 1915 році нагороджений орденом Святої Анни другого ступеня;
- Левковський, Олександр Євменович (1887-1931) - протоієрей, один з ідеологів Російської Істинно-Православної (Катакомбної) церкви;
- Левковський Федір Йосипович — герой першої світової війни, підполковник 310-го піхотного Шацького полку, нагороджений Георгіївським орденом (Георгіївською зброєю), згідно з «Височайшим» наказом від 02 грудня 1916 року, а згідно з Наказом Тимчасового уряду від 3 березня 1917 року - полковник того ж полку;
- Левківський Іван (прізвисько «Матрос») та Левківський Федір (прізвисько «Матросик») із села Левковичі у 1905 році служили матросами на броненосці «Потьомкін», незадовго перед повстанням «Потьомкіна» їх перевели на барбетний броненосець «Георгій;
- Левківський Максим Іванович (1888 — 19 березня 1978, Возничі) - учасник першої світової війни, кавалер Георгіївського хреста, учасник битви 8-ї армії генерала Брусилова з 12-м австрійським корпусом на річці Гнила Липа під час Галич-Львівської операції (кінець серпня 1914 року);
- Левковський Іван Миколайович (1892—1950, Возничі) - учасник першої світової війни, кавалер двох Георгіївських хрестів 1-го та 2-го ступеня, підпрапорщик 11-ї російської армії генерала Селіванова А. Н.;
- Левковський Іван Степанович (1876—1958) («Пашинець») із села Левковичі виявив мужність та відвагу на фронтах першої світової війни, за що був удостоєний звання Кавалера Георгіївських Хрестів;
- Левковський, Олексій Іванович (1924—1985) — радянський економіст-сходознавець, професор;
- Левківський Степан Степанович (23 серпня 1934) — український гідролог, кандидат географічних наук, доцент Київського національного університету імені Тараса Шевченка;
- Левківський Василь Миколайович (25 вересня 1954) — український вчений-економіст, доктор економічних наук, професор, академік АН ВШ України з 2007 року;
- Левківський Віктор Сергійович (1965—2015) — капітан (посмертно) Збройних сил України, учасник російсько-української війни;
- Левківський Казимир Михайлович (30 січня 1950) — український вчений, заступник директора Інституту модернізації змісту освіти Міністерства освіти і науки України, доцент кафедри політології і соціології, професор кафедри менеджменту освіти;
- Левківський Михайло Вікторович — молодший сержант Збройних сил України, учасник російсько-української війни.

## Родовід
```
 N. Турчин (Немира, конюший Вітовта?) [Велавський] (1398)
  │
  └─
Ларивон Велавський
, боярин князя Олелька Володимировича (1420, 1422) і князя Свидригайла (1438)
      │
      └─
Давид Велавський
, овруцький і волинський пан († після 1474)
          ├─Яків Покалевський, боярин овруцький (вислуга Покалів)—>Кузьма—>Покалевські─(x);
[
49
]

          │   ├─Конон, Каленик, Данило і Ларіон Редчиці (з 1522 по 1552)—>Редчиці або Турчини
[
46
]

          ├─Андрій Глушко Велавський, ″ (Покалів)—>Васько Андрійович Велавський (с. Булгаки в Заушші, 1542)─(x)
          ├─Вольнянець, ″ (Гаєвичі)—>Михайло─(x)
          ├─Павло Велавський, ″ ∞ Дорота  
          │   ├─Петро Доротич (1496, с. Доротичі)—>Доротичі
          │   ├─Антон ″
          │   ├─Андрій ″, 1510   
          │   └─Малко, ″
          │      └─Яцко Малкович (1530)—>Василій Малкович-Ходаківський (1570)—>
Малкевич-Ходаківські

          │        └─Кіндрат Малевич (зг. 1566—1569)—>Артемій Доротич-Малевич (зг. 1604—1631)...—>
Казимир Малевич
[
50
]

          └─Булгак (Іван?) "Белавський" (Велавський), зем'янин овруцький (зг. 1486, Смолчанська земля)
               ├─„Львей“ (Лев, Левко), зем'янин київський (1474) 
               │      ├─Неліпа (Велічко?) Левкович
               │      │  ├─Гридко (1571)—>Іван, Яцко (1586); Мартин, Дмитрій (1604)—>
Левковські

               │      │  ├─Томило (″)—>Ілля (1603), Яцько (1614), Максим—>
Левковські

               │      │  ├─Сезин (″)—>Клим Зиневич Неліпович (1592)─(x)
               │      │  ├─Хвен (Федір) (″)—>Тимофій, Федір, Оникій (1614)—>
Левковські

               │      │  └─Встин (Устим) (″)—>Олехно-Олешко (1576, 1578), Пашко (1614)─(x)
               │      └─N. Левкович (Іван, 1489?)
[
51
]

               │             ├─Андрій Левковський (1575)
[
52
]
—>
Левковські
(Біла Церква)?
[
53
]
 
               │             └─Павло Левковський (Ковель, 1572)
               │                   └─Іоанн Левковський (Рівне, 1609)—>
Левковські
 (Волинь, священнослужителі)?
               ├─Сенюта (Верпа)
               │   ├─Гришко Сенютич (1524)—>Кобилинські 
               │   └─Іван Булгаковський (1510)
               │         └─—>Павло і Семен (1574)—>Булгаковські-Верповські 
               ├─Нестер Геєвич (1510), Нестеровщина в Левковичах (до 1525)
               │   └─Макар Геєвич—>Іван, Родівон, Охрім—>Геєвичі Ловдиковські—>Гаєвські
               ├─Яшута Геєвич (1524), Яшутевщина в Левковичах (до 1525)─(x) 
               └─Сидір Левкович  (1530)
                   ├─Федір Сидорович, 1544 (Федько Ложчич, 1524?)—>Невмержицькі
                   ├─Солуян Сидорович (с. Невмиричі) 1552—>Дмитрій і Яцко Дияконовичі—>Невмержицькі
                   └─Зіновій Сидорович (с. Левковичі) 1576─(x)
[
54
]
```